# 河沼郡
- 令制国一覧 > 東山道 > 岩代国 > 河沼郡
- 日本 > 東北地方 > 福島県 > 河沼郡

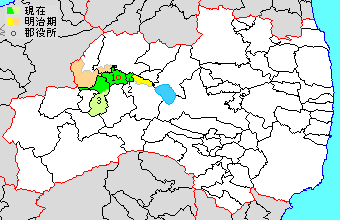
福島県河沼郡の範囲（1.会津坂下町 2.湯川村 3.柳津町 薄緑：後に他郡から編入した区域 薄黄：後に他郡に編入された区域）

河沼郡（かわぬまぐん）は、福島県（陸奥国・岩代国）の郡。
人口19,314人、面積283.78km²、人口密度68.1人/km²。（2025年2月1日、推計人口）
以下の2町1村を含む。
- 会津坂下町（あいづばんげまち）
- 湯川村（ゆがわむら）
- 柳津町（やないづまち）

## 郡域
1878年（明治12年）に行政区画として発足した当時の郡域は、上記2町1村から柳津町の一部（軽井沢、久保田以南）を除き、下記を加えた区域にあたる。
- 会津若松市の一部（河東町各町）
- 喜多方市の一部（概ね阿賀川以南）
- 耶麻郡西会津町の一部（概ね阿賀川以南）

## 歴史

### 近代以降の沿革
- 幕末時点では陸奥国に所属した。「旧高旧領取調帳」に記載されている明治初年時点での支配は以下の通り。（243村）

| 知行   | 知行                 | 村数  | 村名 |
| ------ | -------------------- | ----- | --- |
| 幕府領 | 幕府領（会津藩預所） | 67村  | 下樽川村、上樽川村、米丸村、東扇田分、中ノ目村、佐野村、五丁ノ目村、兼子村、亀ヶ台村、勝常村、扇田村、堂畑村、北田村、舘ノ前分、沢目新田、新屋敷新田村、郡山村、京手村、方便村、方便新村、岡谷地新田、堂島新田、鴨田新田、柏原新田、熊野堂村、茶臼森新田、北高野新田、原田新田、長谷地新田、南高野村、堤新田、金道分、郡山新村、横堀新田、原村、難波野分、鏡山分、藤倉村、槻橋村、倉道村、林分、塩庭村、駒板村、古川分、浅野新村、浅野村、中林新田、北山新田、藤倉新田村、海老沢村、細工名村、下政所村、御池村、大添分、村田村、十日町村、京出村、東河原村、曲沼村、谷地村、佐藤分、砂越村、下京出分、中目村、履形村、大田分、谷地新村 |
| 藩領   | 陸奥会津藩           | 176村 | 笈川村、舞台田分、王領村、田中村、笠目村、西八日町、東八日町、竹ノ内村、森台村、熊川村、中台村、粟ノ宮村、上田谷地村、沼上村、浜崎村、水谷地村、高瀬新田村、六町原村、高畑村、代田村、西屋敷分、島村、大和田村、町和田分、冬木沢村、塩庭新田、駒板新田、界新田、東高野分、漆沢村、八田野村、八田野新村、生井新田、稲荷原新田、高野下分、強清水新田、松永分、藤村、片門村、軽沢村、本名村、天屋村、杉山村、洲走村、西羽賀村、夏井村、川井村、北永農分、南永農分、塩坪村、池原村、漆窪村、利田村、尾登村、小島村、松尾村、茅本村、森野村、縄沢村、青坂村、程窪村、泥浮山村、長桜村、二栗村、小杉山村、黒沢村、出原村、牛尾村、山口村、野沢本町村、野沢原町村、安座村、堀越村、芝草村、芹沼村、上野尻村、下野尻村、徳沢村、白坂村、屋敷村、宝川村、牛沢村、蛭川村、船窪村、大村、大村新田村、勝方村、樋渡村、大江村、沖分、水島村、樋沖分、矢目村、下金沢村、上金沢村、上茅津村、中茅津村、中茅津新村、上野分、杉村、塔寺村、大沢村、和泉村、平井村、朝立村、八坂野村、細越村、椿村、小巻村、野老沢村、麻生村、柳津村、柳津新村、持寄村、小野川村、中野村、郷戸村、出倉村、長倉村、黒滝村、猪鼻村、塩野村、大野村、大野新田村、小柳津村、阿久津村、坂下村上町、坂下村中町、坂下村下町、発田分、古坂下村、横山新田分、和泉川原村、中政所村、樋口分、金上村、東金上村、塚原村、下茅津村、福原新田村、下新田村、上新田村、中新田村、葉林村、原村、中村、原入作分、気多宮村、船渡村、窪村、窪倉村、大原村、田中村、東羽賀村、堰沢村、宮月村、河原田村、長井村、大口村、笊籬屋敷村、船越村、青津村、西平分、中野村、牧村、蛙田村、津尻村、新舘村、見留村、見明村、上宇内村、南宇内村、北宇内村、立川村、青木村、西青津村 |

- 明治元年
  - 9月22日（1868年11月6日） - 会津戦争で会津藩が新政府軍に降伏し、領地を没収される。
  - 10月1日（1868年11月14日） - 幕府領・旧会津藩領に若松民政局を設置。
  - 12月7日（1869年1月19日）
    - 陸奥国が分割され、本郡は岩代国の所属となる。
    - 旧会津藩領の郷村高帳の引き継ぎ以外の事務が上野館林藩の管轄となる。

  - 12月23日（1869年2月4日） - 旧会津藩領の事務が館林藩と羽前新庄藩の共同管理となる。
- 明治2年5月4日（1869年6月13日） - 若松民政局を廃し、若松県を設置。館林藩・新庄藩の管轄も終了。
- 明治初年 - 片門村より重門治原村が分村。（244村）
- 明治8年（1875年） - 下記の村の統合が行われる。（98村）

- 田川村 ← 下樽川村、上樽川村、扇田村
- 清水田村 ← 米丸村、東扇田分、田中村、笠目村
- 熊ノ目村 ← 中ノ目村、亀ヶ台村、熊川村
- 佐野目村 ← 佐野村、五丁ノ目村、兼子村
- 三川村 ← 北田村、中台村、粟ノ宮村
- 広田村 ← 沢目新田、堤新田、横堀新田、原村、六町原村、塩庭新田
- 谷沢村 ← 京手村、高畑村
- 岡田村 ← 方便村、方便新村、岡谷地新田
- 大田原村 ← 堂島新田、鴨田新田、柏原新田、大和田村
- 広野村 ← 茶臼森新田、北高野新田、冬木沢村
- 東長原村 ← 原田新田、長谷地新田、東高野分
- 倉橋村 ← 難波野分、鏡山分、藤倉村、槻橋村、倉道村
- 金田村 ← 林分、塩庭村、駒板村、古川分、浅野新村、駒板新田、界新田
- 浅山村 ← 浅野村、中林新田、北山新田
- 藤漆村 ← 藤倉新田村、漆沢村
- 海老細村 ← 海老沢村、細工名村
- 合川村 ← 下政所村、西青津村
- 御池田村 ← 御池村、大田分
- 五香村 ← 大添分、十日町村、京出村、下京出分、中目村
- 宮古村 ← 村田村、履形村
- 沼越村 ← 曲沼村、砂越村
- 三谷村 ← 谷地村、佐藤分、谷地新村、中政所村［一部］
- 桜町村 ← 西八日町、東八日町、竹ノ内村、森台村
- 湊村 ← 上田谷地村、沼上村、水谷地村、高瀬新田村
- 福島村 ← 西屋敷分、島村
- 四ツ山村 ← 生井新田、稲荷原新田、高野下分、松永分
- 束松村 ← 軽沢村、本名村、天屋村、杉山村
- 峯村 ← 漆窪村、利田村
- 登世島村 ← 尾登村、小島村
- 尾野本村 ← 松尾村、茅本村、森野村
- 睦合村 ← 縄沢村、青坂村、程窪村、泥浮山村、長桜村、二栗村
- 下谷村 ← 小杉山村、黒沢村、出原村、牛尾村、山口村
- 野沢村 ← 野沢本町村、野沢原町村、西平分
- 正中村 ← 安座村、中野村、牧村
- 芹草越村 ← 堀越村、芝草村、芹沼村
- 村岡村 ← 下野尻村、徳沢村
- 宝坂村 ← 白坂村、宝川村
- 牛川村 ← 牛沢村、蛭川村
- 船杉村 ← 船窪村、杉村
- 勝大村 ← 大村、大村新田村、勝方村
- 樋島村 ← 樋渡村、水島村、樋沖分
- 大沖村 ← 大江村、沖分
- 金矢村 ← 矢目村、下金沢村
- 上中沢村 ← 上金沢村、上新田村、中新田村
- 開津村 ← 上茅津村、中茅津村、上野分
- 新開津村 ← 中茅津新村、下茅津村
- 坂本村 ← 大沢村、和泉村、平井村、朝立村
- 細八村 ← 八坂野村、細越村
- 小椿村 ← 椿村、小巻村
- 飯谷村 ← 野老沢村、麻生村、持寄村
- 猪倉野村 ← 長倉村、黒滝村、猪鼻村、塩野村
- 大柳村 ← 大野村、大野新田村、小柳津村
- 横古村 ← 古坂下村、横山新田分
- 中泉村 ← 和泉川原村、中政所村［一部］
- 東金樋村 ← 樋口分、金上村、東金上村
- 福原村 ← 福原新田村、下新田村
- 白狐村 ← 原村、中村、原入作分
- 高寺村 ← 船渡村、窪村、窪倉村
- 大田賀村 ← 大原村、田中村、東羽賀村
- 三津合村 ← 堰沢村、宮月村、河原田村
- 大上村 ← 大口村、上宇内村
- 八日沢村 ← 笊籬屋敷村、船越村、蛙田村、見留村
- 宇内村 ← 南宇内村、北宇内村
- 舘ノ前分が堂畑村に合併。
- 新屋敷新田村・金道分・郡山新村が郡山村に合併。
- 東河原村が青木村に合併。
- 舞台田分・王領村が笈川村に合併。
- 町和田分が熊野堂村に合併。
- 八田野新村が八田野村に合併。
- 洲走村・重門治原村が片門村に合併。
- 北永農分が夏井村に合併。
- 南永農分が西羽賀村に合併。
- 柳津新村・小野川村・中野村が郷戸村に合併。
- 出倉村・阿久津村が柳津村に合併。
- 発田分が坂下村下町に合併。

- 明治9年（1876年）8月21日 - 第2次府県統合により福島県の管轄となる。
- 明治10年（1877年）（94村）
  - 坂下村上町・坂下村中町・坂下村下町・横古村が合併して坂下町となる。
  - 金矢村・上中沢村が合併して五ノ併村となる。
  - 村岡村が群岡村に、東金樋村が金上村にそれぞれ改称。
- 明治12年（1879年）
  - 1月27日 - 郡区町村編制法の福島県での施行により行政区画としての河沼郡が発足。郡役所を坂下町に設置。
  - 強清水新田が強清水村に改称。
- 明治14年（1881年） - 八田野村・四ツ山村・藤漆村・強清水村が合併して八田村となる。（91村）

### 町村制以降の沿革

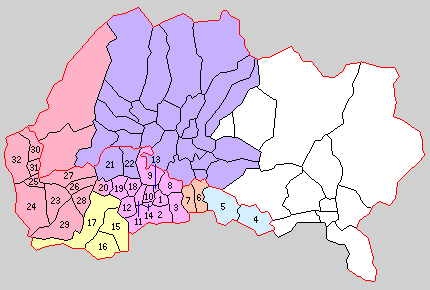
1.坂下町 2.若宮村 3.金上村 4.日橋村 5.堂島村 6.笈川村 7.勝常村 8.広瀬村 9.川西村 10.塔寺村 11.気多宮村 12.坂本村 13.新舘村 14.船杉村 15.柳津村 16.倉戸村 17.飯谷村 18.高寺村 19.片門村 20.束松村 21.新郷村 22.千咲村 23.野沢村 24.正中村 25.芹草越村 26.尾野本村 27.登世島村 28.睦合村 29.下谷村 30.群岡村 31.上野尻村 32.宝坂村（水色：会津若松市 紫：喜多方市 桃：会津坂下町 橙：湯川村 黄：柳津町 赤：耶麻郡西会津町）

- 明治22年（1889年）4月1日 - 町村制の施行により以下の村が発足。（1町31村）
  - 坂下町（単独町制、現・会津坂下町）
  - 若宮村 ← 牛川村、勝大村、樋島村、大沖村、五ノ併村、白狐村、葉林村（現・会津坂下町）
  - 金上村 ← 福原村、宮古村、金上村、海老細村、塚原村、開津村、新開津村（現・会津坂下町）
  - 日橋村 ← 広田村、八田村、金田村、浅山村、東長原村、倉橋村、南高野村（現・会津若松市）
  - 堂島村 ← 郡山村、代田村、谷沢村、岡田村、大田原村、広野村、熊野堂村、福島村（現・会津若松市）
  - 笈川村 ← 笈川村、清水田村、桜町村、湊村、浜崎村（現・湯川村）
  - 勝常村 ← 勝常村、佐野目村、熊ノ目村、田川村、三川村、堂畑村（現・湯川村）
  - 広瀬村 ← 青木村、青津村、沼越村、立川村、五香村、御池田村、三谷村、中泉村、合川村（現・会津坂下町）
  - 川西村 ← 宇内村、津尻村、大上村、見明村、八日沢村、長井村（現・会津坂下町）
  - 塔寺村、気多宮村、坂本村、新舘村、船杉村（それぞれ単独村制、現・会津坂下町）
  - 柳津村 ← 柳津村、大柳村、細八村（現・柳津町）
  - 倉戸村 ← 郷戸村、猪倉野村（現・柳津町）
  - 飯谷村 ← 飯谷村、小椿村、藤村（現・柳津町）
  - 高寺村、片門村（それぞれ単独村制、現・会津坂下町）
  - 束松村（単独村制、現・会津坂下町、耶麻郡西会津町）
  - 新郷村 ← 西羽賀村、夏井村、川井村、塩坪村、池原村、峯村（現・喜多方市）
  - 千咲村 ← 大田賀村、三津合村（現・喜多方市）
  - 野沢村、正中村、芹草越村、尾野本村、登世島村、睦合村、下谷村、群岡村、上野尻村（それぞれ単独村制、現・耶麻郡西会津町）
  - 宝坂村 ← 宝坂村、屋敷村（現・耶麻郡西会津町）
- 明治30年（1897年）10月1日 - 郡制を施行。
- 明治40年（1907年）7月1日 - 野沢村が町制施行して野沢町となる。（2町30村）
- 大正10年（1921年）
  - 5月1日 - 柳津村、倉戸村、飯谷村が合併し、改めて柳津村が発足。（2町28村）
  - 6月1日 - 正中村・芹草越村が野沢町に編入。（2町26村）
- 大正12年（1923年）4月1日
  - 郡会が廃止。郡役所は存続。
  - 塔寺村・気多宮村・坂本村・新舘村・船杉村が合併して八幡村が発足。（2町22村）
- 大正15年（1926年）7月1日 - 郡役所が廃止。以降は地域区分名称となる。
- 昭和17年（1942年）5月20日 - 柳津村が町制施行して柳津町となる。（3町21村）
- 昭和29年（1954年）
  - 3月31日 - 高寺村・片門村・束松村が合併し、改めて高寺村が発足。（3町19村）
  - 7月1日 - 野沢町・尾野本村・登世島村・睦合村・下谷村・群岡村・上野尻村・宝坂村が耶麻郡新郷村・奥川村と合併して耶麻郡西会津町となり、郡より離脱。（2町12村）
- 昭和30年（1955年）
  - 3月1日 - 千咲村の一部（三津合）が耶麻郡山都町（現・喜多方市）に編入。
  - 3月31日（2町10村）
    - 柳津町が大沼郡西山村と合併し、改めて柳津町が発足。
    - 高寺村・新郷村・千咲村が耶麻郡山郷村と合併して高郷村が発足。

  - 4月1日 - 坂下町・若宮村・金上村・広瀬村・川西村・八幡村が合併して会津坂下町が発足。（2町5村）
- 昭和32年（1957年）
  - 3月31日（2町4村）
    - 笈川村・勝常村が合併して湯川村が発足。

  - 4月1日 - 日橋村・堂島村が合併して河東村が発足。（2町3村）
- 昭和35年（1960年）8月1日
  - 高郷村の一部（高寺・片門および束松の一部[5]）が会津坂下町に編入。
  - 高郷村の所属郡が耶麻郡に変更。（2町2村）
- 昭和53年（1978年）4月1日 - 河東村が町制施行して河東町となる。（3町1村）
- 平成17年（2005年）11月1日 - 河東町が会津若松市に編入。（2町1村）

### 変遷表
| 明治22年以前 | 明治22年4月1日  | 明治22年 - 大正15年         | 昭和1年 - 昭和19年           | 昭和20年 - 昭和29年                  | 昭和30年 - 昭和64年                 | 昭和30年 - 昭和64年                 | 平成1年 - 現在                   | 現在            |
| ------------ | --------------- | --------------------------- | ---------------------------- | ------------------------------------ | ----------------------------------- | ----------------------------------- | -------------------------------- | --------------- |
|              | 日橋村          | 日橋村                      | 日橋村                       | 日橋村                               | 昭和32年4月1日 河東村               | 昭和53年4月1日 町制                 | 平成17年11月1日 会津若松市に編入 | 会津若松市      |
|              | 堂島村          | 堂島村                      | 堂島村                       | 堂島村                               | 昭和32年4月1日 河東村               | 昭和53年4月1日 町制                 | 平成17年11月1日 会津若松市に編入 | 会津若松市      |
|              | 笈川村          | 笈川村                      | 笈川村                       | 笈川村                               | 昭和32年3月31日 耶麻郡 塩川町に編入 | 昭和32年3月31日 耶麻郡 塩川町に編入 | 平成18年1月4日 喜多方市の一部    | 喜多方市        |
|              | 笈川村          | 笈川村                      | 笈川村                       | 笈川村                               | 昭和32年3月31日 湯川村              | 湯川村                              | 湯川村                           | 湯川村          |
|              | 勝常村          | 勝常村                      | 勝常村                       | 勝常村                               | 昭和32年3月31日 湯川村              | 湯川村                              | 湯川村                           | 湯川村          |
|              | 坂下町          | 坂下町                      | 坂下町                       | 坂下町                               | 昭和30年4月1日 会津坂下町           | 昭和30年4月1日 会津坂下町           | 会津坂下町                       | 会津坂下町      |
|              | 若宮村          | 若宮村                      | 若宮村                       | 若宮村                               | 昭和30年4月1日 会津坂下町           | 昭和30年4月1日 会津坂下町           | 会津坂下町                       | 会津坂下町      |
|              | 金上村          | 金上村                      | 金上村                       | 金上村                               | 昭和30年4月1日 会津坂下町           | 昭和30年4月1日 会津坂下町           | 会津坂下町                       | 会津坂下町      |
|              | 広瀬村          | 広瀬村                      | 広瀬村                       | 広瀬村                               | 昭和30年4月1日 会津坂下町           | 昭和30年4月1日 会津坂下町           | 会津坂下町                       | 会津坂下町      |
|              | 川西村          | 川西村                      | 川西村                       | 川西村                               | 昭和30年4月1日 会津坂下町           | 昭和30年4月1日 会津坂下町           | 会津坂下町                       | 会津坂下町      |
|              | 塔寺村          | 大正12年4月1日 八幡村       | 八幡村                       | 八幡村                               | 昭和30年4月1日 会津坂下町           | 昭和30年4月1日 会津坂下町           | 会津坂下町                       | 会津坂下町      |
|              | 気多宮村        | 大正12年4月1日 八幡村       | 八幡村                       | 八幡村                               | 昭和30年4月1日 会津坂下町           | 昭和30年4月1日 会津坂下町           | 会津坂下町                       | 会津坂下町      |
|              | 坂本村          | 大正12年4月1日 八幡村       | 八幡村                       | 八幡村                               | 昭和30年4月1日 会津坂下町           | 昭和30年4月1日 会津坂下町           | 会津坂下町                       | 会津坂下町      |
|              | 新舘村          | 大正12年4月1日 八幡村       | 八幡村                       | 八幡村                               | 昭和30年4月1日 会津坂下町           | 昭和30年4月1日 会津坂下町           | 会津坂下町                       | 会津坂下町      |
|              | 船形村          | 大正12年4月1日 八幡村       | 八幡村                       | 八幡村                               | 昭和30年4月1日 会津坂下町           | 昭和30年4月1日 会津坂下町           | 会津坂下町                       | 会津坂下町      |
|              | 柳津村          | 大正10年5月1日 柳津村       | 昭和17年5月20日 町制         | 柳津町                               | 昭和30年3月31日 柳津町              | 昭和30年3月31日 柳津町              | 柳津町                           | 柳津町          |
|              | 倉戸村          | 大正10年5月1日 柳津村       | 昭和17年5月20日 町制         | 柳津町                               | 昭和30年3月31日 柳津町              | 昭和30年3月31日 柳津町              | 柳津町                           | 柳津町          |
|              | 飯谷村          | 大正10年5月1日 柳津村       | 昭和17年5月20日 町制         | 柳津町                               | 昭和30年3月31日 柳津町              | 昭和30年3月31日 柳津町              | 柳津町                           | 柳津町          |
|              | 大沼郡 中ノ川村 | 大沼郡 中ノ川村             | 昭和15年4月1日 大沼郡 西山村 | 大沼郡 西山村                        | 昭和30年3月31日 柳津町              | 昭和30年3月31日 柳津町              | 柳津町                           | 柳津町          |
|              | 大沼郡 東川村   | 大沼郡 東川村               | 昭和15年4月1日 大沼郡 西山村 | 大沼郡 西山村                        | 昭和30年3月31日 柳津町              | 昭和30年3月31日 柳津町              | 柳津町                           | 柳津町          |
|              | 高寺村          | 高寺村                      | 高寺村                       | 昭和29年3月31日 高寺村               | 昭和30年3月31日 高郷村              | 昭和35年8月1日 耶麻郡               | 平成18年1月4日 喜多方市の一部    | 喜多方市        |
|              | 片門村          | 片門村                      | 片門村                       | 昭和29年3月31日 高寺村               | 昭和30年3月31日 高郷村              | 昭和35年8月1日 耶麻郡               | 平成18年1月4日 喜多方市の一部    | 喜多方市        |
|              | 束松村          | 束松村                      | 束松村                       | 昭和29年3月31日 高寺村               | 昭和30年3月31日 高郷村              | 昭和35年8月1日 耶麻郡               | 平成18年1月4日 喜多方市の一部    | 喜多方市        |
|              | 新郷村          | 新郷村                      | 新郷村                       | 新郷村                               | 昭和30年3月31日 高郷村              | 昭和35年8月1日 耶麻郡               | 平成18年1月4日 喜多方市の一部    | 喜多方市        |
|              | 千咲村          | 千咲村                      | 千咲村                       | 千咲村                               | 昭和30年3月31日 高郷村              | 昭和35年8月1日 耶麻郡               | 平成18年1月4日 喜多方市の一部    | 喜多方市        |
|              | 耶麻郡 山郷村   | 耶麻郡 山郷村               | 耶麻郡 山郷村                | 耶麻郡 山郷村                        | 昭和30年3月31日 高郷村              | 昭和35年8月1日 耶麻郡               | 平成18年1月4日 喜多方市の一部    | 喜多方市        |
|              | 野沢村          | 明治40年7月1日 町制         | 野沢町                       | 昭和29年7月1日 耶麻郡 西会津町の一部 |                                     |                                     |                                  | 耶麻郡 西会津町 |
|              | 正中村          | 大正10年6月1日 野沢町に編入 | 野沢町                       | 昭和29年7月1日 耶麻郡 西会津町の一部 |                                     |                                     |                                  | 耶麻郡 西会津町 |
|              | 芹草越村        | 大正10年6月1日 野沢町に編入 | 野沢町                       | 昭和29年7月1日 耶麻郡 西会津町の一部 |                                     |                                     |                                  | 耶麻郡 西会津町 |
|              | 尾野本村        | 尾野本村                    | 尾野本村                     | 昭和29年7月1日 耶麻郡 西会津町の一部 |                                     |                                     |                                  | 耶麻郡 西会津町 |
|              | 登世島村        | 登世島村                    | 登世島村                     | 昭和29年7月1日 耶麻郡 西会津町の一部 |                                     |                                     |                                  | 耶麻郡 西会津町 |
|              | 睦合村          | 睦合村                      | 睦合村                       | 昭和29年7月1日 耶麻郡 西会津町の一部 |                                     |                                     |                                  | 耶麻郡 西会津町 |
|              | 下谷村          | 下谷村                      | 下谷村                       | 昭和29年7月1日 耶麻郡 西会津町の一部 |                                     |                                     |                                  | 耶麻郡 西会津町 |
|              | 群岡村          | 群岡村                      | 群岡村                       | 昭和29年7月1日 耶麻郡 西会津町の一部 |                                     |                                     |                                  | 耶麻郡 西会津町 |
|              | 上野尻村        | 上野尻村                    | 上野尻村                     | 昭和29年7月1日 耶麻郡 西会津町の一部 |                                     |                                     |                                  | 耶麻郡 西会津町 |
|              | 宝坂村          | 宝坂村                      | 宝坂村                       | 昭和29年7月1日 耶麻郡 西会津町の一部 |                                     |                                     |                                  | 耶麻郡 西会津町 |

## 行政
歴代郡長
| 代 | 氏名 | 就任年月日                | 退任年月日                | 備考                   |
| -- | ---- | ------------------------- | ------------------------- | ---------------------- |
| 1  |      | 明治12年（1879年）1月27日 |                           |                        |
|    |      |                           | 大正15年（1926年）6月30日 | 郡役所廃止により、廃官 |